# یاگید
یاگید (به تاجیکی: Ёгед) دهی در شرق تاجیکستان است که در جماعت نول‌وند ناحیهٔ درواز در ولایت مختار کوهستان بدخشان قرار دارد.
مردم یاگید به فارسی تاجیکی سخن می‌گویند و پیرو مذهب شیعه اسماعیلی هستند.